# Japan Air System
Japan Air System Co., Ltd. (JAS) (日本エアシステム, Nihon Ea Shisutemu) (IATA: JD, ICAO: JAS, indicatibo di chiamata: Air System) era la più piccola delle tre grandi compagnie aeree giapponesi. A differenza di Japan Airlines e All Nippon Airways, la sua rete di rotte internazionali era molto piccola, ma la sua rete domestica comprendeva molti aeroporti minori che non erano serviti dalle due compagnie aeree più grandi. In qualità di azienda indipendente, ebbe l'ultima sede nell'edificio JAS M1 dell'aeroporto Haneda di Ōta, Tokyo. Da allora si è fusa con Japan Airlines.
JAS era famosa per la sua varietà di livree; Amy Chavez del Japan Times descrisse le livree arcobaleno come "astratte". Molte delle sue combinazioni di colori negli anni '90 erano progettate dal regista Akira Kurosawa.
Lo slogan della compagnia aerea era "Good Speed Always".

## Storia

### Formazione
La compagnia venne originariamente costituita come Toa Domestic Airlines (東亜国内航空, Tōa Kokunai Kōkū) (TDA) in una fusione tra Toa Airways e Japan Domestic Airlines il 15 maggio 1971. Adottò il nome Japan Air System (JAS) il 1º aprile 1988.

### Inizio dei servizi internazionali
Nel 1988, la Japan Air System iniziò il servizio da Narita a Seul, in Corea del Sud, e nel 1993 JAS iniziò i voli anche verso Singapore e Honolulu. Nel 1995, la compagnia aerea aveva 99 rotte nazionali, alcune rotte internazionali, 64 uffici in Giappone, un ufficio a Seul e un ufficio a Canton, Cina.
JAS stipulò una partnership con Northwest Airlines nel 1999 dopo diversi anni di negoziati, consentendo a Northwest di condividere il codice sulle rotte nazionali di JAS dall'aeroporto Kansai di Osaka e JAS sulle rotte tra Giappone e gli Stati Uniti della Northwest.

### Concorso per il disegno della livrea
Nel 1996, la Japan Air System tenne un concorso per la progettazione della livrea del Boeing 777. Il partecipante più giovane aveva tre anni mentre il più vecchio 84. Un totale di 10.364 partecipanti provenienti da 42 paesi presentarono candidature. I giudici includevano Akira Kurosawa, Masuo Ikeda, Kenshi Hirokane, Yoshiko Sakurai e Yusuke Kaji. Il tredicenne Masatomo Watanabe (渡部真丈, Watanabe Masatomo), uno studente di scuola media del secondo anno (grado 8) che viveva vicino all'aeroporto di Chitose, vinse il premio. Il Boeing 777 della Japan Air System, dipinto nel design di Watanabe, venne presentato per la prima volta nell'aprile 1997 per commemorare il 25º anniversario della compagnia.

### Fusione con la Japan Airlines
JAS e Japan Airlines annunciarono la loro fusione nel novembre 2001. Fu il primo grande riallineamento del settore aereo in Giappone in tre decenni, e in parte una conseguenza del crollo del traffico aereo mondiale dopo gli attacchi dell'11 settembre 2001 negli Stati Uniti. All'epoca, JAL deteneva solo una quota del 25% del mercato dei viaggi aerei interni giapponesi, la metà di quella della rivale All Nippon Airways, e considerava la fusione un mezzo per fornire una maggiore concorrenza ad ANA a livello nazionale.
JAS e JAL prepararono un orario integrato nell'agosto 2002. Il 2 ottobre 2002 fondarono una nuova holding, Japan Airlines System (日本 航空システム, Nihon Kōkū Shisutemu), con Isao Kaneko come CEO. Una nuova livrea "Arc of the Sun" per il gruppo venne annunciata nel settembre 2002 e il primo aereo con uscì dagli hangar a novembre. Il 1º aprile 2004, Japan Airlines cambiò il proprio nome in Japan Airlines International e Japan Air System (JAS) in Japan Airlines Domestic, ponendo ufficialmente fine al marchio JAS.
Al momento della sua integrazione in JAL, JAS operava con Airbus A300, Boeing 777, McDonnell Douglas MD-80 e McDonnell Douglas MD-90. La maggior parte continuò a volare come parte della flotta JAL, ma tre A300 vennero demoliti all'aeroporto di Sendai nel 2002, mentre altri due furono trasferiti alla Fly Air in Turchia.

## Identità aziendale
Quando Toa Domestic Airlines fu fondata originariamente il 15 maggio 1971, la sua sede centrale si trovava presso il Japan Airlines Haneda Maintenance Center (羽田日本航空メンテナンスセンター Haneda Nihon Kōkū Mentanensu Sentā) presso l'aeroporto Internazionale di Tokyo a Ōta, Tokyo. Il 28 febbraio 1972, la sua sede fu trasferita al Mori Building No. 18 (第18森ビル, Dai-jūhachi Mori Biru) a Minato, Tokyo. Il 31 luglio 1990, la sede venne spostata dall'edificio Mori n.18 all'edificio Mori n.37 (第37森ビル, Dai-sanjūshichi Mori Biru), con sede a Toranomon. Il 18 aprile 1998, la sede principale venne trasferita presso il Haneda Maintenance Center 1 (羽田メンテナンスセンター 1, Haneda Mentanansu Sentā, o JAS M1 Building) presso l'aeroporto di Haneda. L'11 agosto 2003, durante la fusione di JAS in Japan Airlines, la sede centrale di JAS si trasferì dal Centro di manutenzione Haneda 1 all'edificio JAL a Shinagawa, Tokyo.

## Flotta
Durante la sua attività, Japan Air System operò con:

## Incidenti
- Il 3 luglio 1971, il volo Toa Domestic Airlines 63, un NAMC YS-11, marche JA8764, si schiantò alle 09:05 contro la parete sud dello Yokotsudake (monte Yokotsu). Tutti i 64 passeggeri e quattro membri dell'equipaggio a bordo morirono. La causa dell'incidente fu determinata da un errore del pilota che seguì i forti venti che spinsero l'aereo fuori rotta.[13]
- Il 18 aprile 1993, il volo Japan Air System 451, un Douglas DC-9-40, perse improvvisamente una quantità significativa di velocità quando attraversò la linea di confine di un fronte freddo di passaggio, e incontrò il risultante wind shear durante l'avvicinamento finale. Il primo ufficiale un po' inesperto non fu in grado di condurre un mancato avvicinamento abbastanza velocemente da evitare un atterraggio duro. L'aereo uscì di pista, ma nessuno perse la vita.[14]